# المجلس الوطني للإعلام (الإمارات العربية المتحدة)
المجلس الوطني للإعلام (بالإنجليزية: National Media Council)‏ هي هيئة اتحادية مستقلة تأسست بموجب القانون الاتحادي رقم 1 لسنة 2006 بهدف تطوير الإعلام في دولة الإمارات العربية المتحدة، ودعم كافة المبادرات الإعلامية، بالإضافة إلى الوصول إلى مستوى عالمي في مجال تنظيم قطاع الإعلام في البلد، من خلال رسم السياسات والتشريعات الإعلامية اللازمة ومتابعتها بالتعاون مع الجهات ذات الصلة. ويرأس المجلس حاليا، وزير الدولة سلطان أحمد الجابر، منذ مايو 2015، خلفا لوزير الخارجية الشيخ عبد الله بن زايد. ومقره في أبوظبي، كما له مكاتب في باقي الإمارات، والمناطق الحيوية في الدولة.

## تأسيس المجلس
يعود تأسيس المجلس الوطني للإعلام في الإمارات إلى عام 2006، بقانون اتحادي رقم 1 لذات السنة، بعد تعديل بعض أحكام القانون الاتحادي رقم 1 لسنة 1972، بشأن اختصاصات الوزارات وصلاحيات الوزراء، ليكون هيئة اتحادية مستقلة، عوض وزارة الإعلام، تماشياً مع ما هو معمول به في الدول الغربية.
ونص المرسوم ونظام الإنشاء، على أن صلاحيات المجلس تتمثل في الاضطلاع بكافة شؤون الإعلام في الدولة وصلاحياته المنصوص عليها في القانون رقم 15 لسنة 1980 بشأن المطبوعات والنشر، وكذا الاضطلاع بكافة الشؤون المنصوص عليها في القرارات الصادرة عن مجلس الوزراء ذات الصلة بعمل المجلس. 	نص الصفحة.

## أهداف المجلس
كان الهدف من إنشاء المجلس هو تطوير الإعلام في دولة الإمارات العربية المتحدة، ودعم كافة المبادرات الإعلامية، وتوفير بيئة تنظيمية متكاملة لقطاع الإعلام والاتصال في الدولة، بالإضافة إلى الالتزام بتغطية شاملة لجميع الأحداث الخاصة بالدولة ونقلها إلى أكبر عدد من المؤسسات الإعلامية محلياً وعالمياً، فضلاً عن العمل على إبراز الوجه الحضاري والثقافي للجمهور المحلي والعالمي.
كما أن تأسيس المجلس جاء للتخفيف من قبضة الحكومة على العمل الإعلامي، وليعوض وزارة الإعلام السابقة، علماً أن دول العالم الأول لا توجد بها وزارات للإعلام، بل مجالس عليا تقوم بإدارة شؤون الصحافة والإعلام.
«وزير المهام الخاصة» رئيساً لـ«الوطني للإعلام»

## مهام المجلس
يضطلع المجلس الوطني للإعلام بعدة مهام أساسية للمتعاملين من الأفراد والشركات والوزارات والدوائر الحكومية والمؤسسات العامة والهيئات العامةّ، من بينها:
•	منح التراخيص للمشاريع الإعلامية في الدولة سواء على المستوى المحلي أو على مستوى المناطق الإعلامية الحرة، مثل إصدار تراخيص جديدة وتجديدها وإلغاؤها وتغيير في الشركاء.
•	منح اعتمادات للصحافيين الذين يمثلون وسائل الإعلام العربية والعالمية في «الصحافة والإنترنت والإعلام المرئي والمسموع»، ومراسليهم في الدولة، وإصدار البطاقات الصحافية اللازمة لهم لممارسة العمل الصحافي على أرض الإمارات خلال فترات زمنية محددة قابلة للتجديد، وتسهيل مهامهم، من خلال تزويدهم بأهم الأخبار المتصلة بالدولة وتوجيه الدعوات لهم لتغطية المناسبات المهمة والمؤتمرات الصحافية والتواصل المستمر معهم.
•	إصدار تصاريح التصوير التلفزيونية والفوتوغرافية للفرق الاعلامية الزائرة من خارج الدولة بهدف إنتاج مادة إعلامية عن الإمارات العربية المتحدة.
•	متابعة المحتوى الإعلامي في الدولة، والتنسيق مع مختلف المؤسسات والجهات الحكومية، ومع الفاعلين الخواص في المجال الإعلامي.
•	خدمات إخبارية، وهي تشمل أساساً الأخبار التي تبثها وكالة أنباء الإمارات (وام) لوسائل الإعلام والنشرات اليومية والرسائل القصيرة، وغيرها.

## قيم المجلس
يستند المجلس الوطني للإعلام على مجموعة من القيم، لعل أبرزها:	
الحسّ الوطني:	 من خلال الاهتمام بالحس الوطني في أداء عمل المجلس، لإبرازه كمؤسّسة وطنية.
الدقة:	 حرصاً على دقة المحتوى الإعلامي المقدم، واحترامه للمعايير المهنية.
الشفافية:	 الحرص على الشفافية في البيئة الداخلية وعلى الصعيد الخارجي.
الموضوعية: 	 الالتزام بالموضوعية فيما يصدر عن المجلس من معطيات وأخبار.

## هيكلة المجلس
يوجد المكتب الرئيسي للمجلس في العاصمة أبوظبي، كما له عدة مكاتب في مختلف مناطق الدولة. ويشرف على إدارته رئيس، يكون من الشخصيات القيادية في البلد، كما يتوفر على مدير عام، ومدراء الأقسام والمصالح المختلفة. ويتوفر على مجلس استشاري، يضم في عضويته عدداً من مسؤولي المؤسسات الإعلامية والأكاديميين، والذي يتولى مناقشة ومتابعة تعزيز وتنسيق المبادرات المشتركة بين المجلس وقطاع الإعلام، وتشكيل اللجان الفرعية، بهدف تمكين المجلس الوطني للإعلام من وضع المؤسسات الإعلامية في صورة السياسات العامة للدولة، إضافة إلى إبداء الرأي في الموضوعات التي تعرض عليه، ورفع التوصيات بشأنها لرئيس المجلس الوطني للإعلام.
ويشغل حاليا منصب رئاسة المجلس وزير الدولة سلطان أحمد الجابر، منذ مايو 2015، والذي تولى العديد من المناصب المهمة، منها رئاسة مجلس إدارة «سكاي نيوز عربية»، وتمثيل مواقف الإمارات في عدد من المواضيع المحلية والدولية، بالإضافة إدارة برنامج الدعم الإماراتي لجمهورية مصر العربية.
وجاء تعديل الهيكل التنظيمي للمجلس الوطني للإعلام، ومن طرف مجلس الوزراء، وتشكيل مجلس إدارته، انسجاماً مع رؤية الإمارات 2021 وتعزيز مكانتها على المستوى المحلي والإقليمي والدولي، وفي إطار تبني أفضل الممارسات في العمل الحكومي والتطوير المستمر في أساليب العمل.
وقبل ذلك تولى رئاسة المجلس، الشيخ عبد الله بن زايد، وزير الخارجية.	

## وصلات خارجية
- الموقع الرسمي